# Donkey Kong Jr. Math
Donkey Kong Jr. Math  es un videojuego de entretenimiento educativo de Nintendo donde los jugadores deben resolver problemas de matemáticas para poder ganar. Fue lanzado en Japón en 1983 para Family Computer, en América del Norte en junio de 1986 y en las regiones PAL en 1986. Es el único juego de la "Serie de educación" de juegos de NES en América del Norte. Donkey Kong Jr. Math estuvo disponible en el videojuego Animal Crossing (junto con varios otros títulos de NES). Donkey Kong Jr. Math se lanzó nuevamente en la consola virtual de Wii en 2007 y en la consola virtual de Wii U en 2014.
Donkey Kong Jr. Math ha recibido una recepción muy negativa; El portavoz de Nintendo, Tom Sarris, comentó que no fue bien recibido, lo que provocó que Nintendo dejara de desarrollar juegos educativos en ese momento. Ha recibido críticas de varias publicaciones, incluida IGN, quien lo llamó uno de los peores juegos de la Consola Virtual.

## Jugabilidad
El juego presenta modos de uno y dos jugadores, los cuales son de pantalla única. En el primer modo, el objetivo es ingresar respuestas matemáticas para recibir puntos. Estas preguntas incluyen la suma, resta, multiplicación y división. En el modo de dos jugadores, dos jugadores controlan dos personajes mientras compiten para crear una fórmula matemática para alcanzar el número que muestra Donkey Kong, incorporando el juego de plataforma. La mecánica es similar a Donkey Kong Jr.; los jugadores suben a los viñedos para llegar a áreas más altas con el fin de recoger los números dispersos por el área. Para completar los problemas de matemáticas, los jugadores deben recopilar al menos tres cosas: el primer número, el símbolo necesario para alcanzar el número que muestra Donkey Kong y el segundo número. Cuando el juego presenta un número alto, como 66, los jugadores deben reunir varios números y símbolos matemáticos para alcanzar esto. Por ejemplo, los jugadores pueden elegir un nueve, un símbolo de multiplicación y un siete, seguido de un símbolo de suma y un tres para alcanzar el número 66. El juego para dos jugadores tiene dos niveles diferentes, Calcular A y Calcular B. Calcular B es más desafiante: Donkey Kong puede pedir números negativos, y los valores absolutos de los números objetivo están en cientos en lugar de en decenas.

## Lanzamiento
Donkey Kong Jr. Math fue desarrollado y publicado por Nintendo para Nintendo Entertainment System (NES). Se lanzó por primera vez en Japón el 12 de diciembre de 1983 y se lanzó poco después junto con Donkey Kong Jr. como la primera reproducción multicart con licencia de Nintendo (lanzada en un paquete junto con C1 NES TV de Sharp). Donkey Kong Jr. Math se lanzó para NES en Norteamérica y Europa en 1986. Es la única entrada en la "Serie de Educación" de los juegos de NES lanzados en Norteamérica. En agosto de 1995, el multicart Sharp fue relanzado por separado del televisor C1 NES. El juego se lanzó en otras plataformas, incluido el juego de video Animal Crossing, que incluyó varios juegos de NES. Donkey Kong Jr. Math se reeditó en la consola virtual de Wii en Japón el 27 de marzo de 2007, Europa y Australia el 20 de abril de 2007, y en América del Norte el 3 de septiembre de 2007. [cita requerida] Fue relanzado nuevamente para la consola virtual de Wii U en Norteamérica el 28 de agosto de 2014, en Europa el 22 de enero de 2015,[cita requerida] y en Japón el 15 de abril de 2015.

## Recepción
Desde su lanzamiento para NES, Donkey Kong Jr. Math ha sido una decepción crítica y comercial. GameRankings informa una puntuación agregada del 32%, según 5 revisiones. El portavoz de Nintendo, Tom Sarris, dijo que "no fue un gran éxito", y agregó que nadie estaba muy entusiasmado con el título. Sintió que si se hubiera recibido mejor, habría llevado a más títulos educativos. Bob Mackey de 1UP.com lo calificó como el peor título de lanzamiento de NES, criticándolo por su falta de valor. Comentó que Donkey Kong Jr. se mueve tan bien como lo haría un bebé en la vida real.
Donkey Kong Jr. Math tuvo una mala recepción por parte de IGN, con Lucas M. Thomas encontrando que sus controles eran deficientes y que su ejecución fue insípida y defectuosa, mientras que Cam Shea de la UA dijo que sería "demasiado costoso si fuera gratis". Shea también lo incluyó en su lista de los peores juegos de la Consola Virtual, encontrando difícil imaginar alguna razón por la que alguien querría comprarlo. Frank Provo, de GameSpot, descubrió que se volvió aburrido rápidamente, y también criticó los problemas matemáticos por ser demasiado fáciles para los niños pequeños o demasiado aburridos para los mayores. Dan Whitehead, de Eurogamer, comentó que le dio una "sonrisa irónica" como un recordatorio de la era NES, aunque no pudo justificar el pago de cinco dólares por ella.
Donkey Kong Jr. Math ha recibido críticas por sus cualidades como juego educativo. Elizabeth Sweedyk, profesora asociada de ciencias de la computación en Harvey Mudd College, llamó a Donkey Kong Jr. Math un videojuego educativo realista, criticando a estos juegos como "no divertidos". Kevin Gifford de 1UP.com lo llamó un juego que los niños nunca desearían para jugar. El redactor de 1UP.com Jeremy Parish comentó que el juego no debe ser juzgado por ser un juego educativo, citando títulos educativos de calidad como The Oregon Trail y Where in the World Is Carmen Sandiego? Sin embargo, señaló que se debe juzgar por ser un juego aburrido. Frank Caron de Ars Technica lo comparó con otros juegos educativos, llamándolo "no Brain Age" y prefiriendo jugar Math Blaster en su lugar. La desarrolladora de videojuegos educativos Traci Lawson se preguntó si los jugadores habrían recibido tan bien la palabra Bookworm cuando eran niños; ella sintió que se sentirían intimidados por eso, comparando esto con cómo se sentía cuando jugaba Donkey Kong Jr. Math. En contraste con la recepción negativa, Skyler Miller de Allgame lo llamó un uso creativo de los gráficos y el juego de Donkey Kong Jr.